# FC Gießen
FC Gießen is een Duitse voetbalclub uit Gießen en Pohlheim in Hessen.
De club werd in 1927 opgericht als FC Teutonia Steinberg en veranderde in 1930 de naam in FC Teutonia Watzenborn-Steinberg. Na de Tweede Wereldoorlog werd de club onder de huidige naam voortgezet. Teutonia Watzenborn-Steinberg speelde lang in de lagere reeksen. Na twee kampioenschappen op rij, bereikte de club in 2016 de Regionalliga Südwest. In 2017 degradeerde de club.
De vereniging SC Teutonia Watzenborn-Steinberg kreeg per 1 juli 2018, vanwege de opname van de elftallen van VfB Gießen dat de voetbalactiviteiten staakte, de naam FC Gießen en kreeg een nieuw logo en clubkleuren en ging in het Waldstadion in Gießen spelen. FC Gießen werd in het seizoen 2018/19 kampioen van de Hessenliga en promoveerde naar de Regionalliga Südwest.

## Erelijst
- Bezirksliga Gießen/Marburg-Süd: 2004
- Gruppenliga Gießen/Marburg: 2011
- Verbandsliga Hessen-Mitte: 2015
- Hessenliga: 2016, 2019, 2024